# Ottoonse muur (Maastricht)
Met de Ottoonse muur van Maastricht wordt de veronderstelde stadsmuur of stadswal uit de Ottoonse tijd bedoeld in de Nederlandse stad Maastricht. De muur werd waarschijnlijk omstreeks 930 door hertog Giselbert II in een wijde boog om de Sint-Servaasabdij gebouwd om de abdij - en mogelijk koninklijke en hertogelijke bezittingen - te beschermen tegen vijandige aanvallen. Voor het bestaan van de Ottoonse muur is in 1980 mogelijk archeologisch bewijsmateriaal gevonden.

## Vroegmiddeleeuwse versterkingen

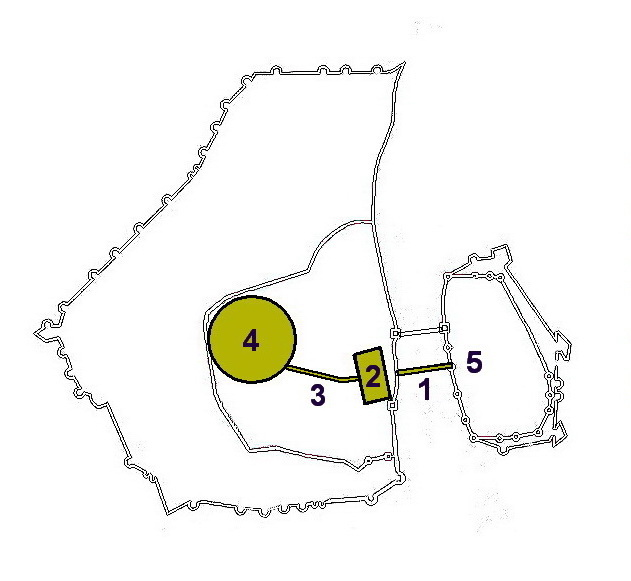
Vroegmiddeleeuws Maastricht met Romeinse brug (1), castellum (2), Via Regia (3) en versterkt St-Servaascomplex (4). Op de rechteroever Wyck (5)

Maastricht is vanaf de Romeinse tijd ommuurd en versterkt geweest. Rond het jaar 333 na Chr. werd in het huidige Stokstraatkwartier een laat-Romeinse versterking gebouwd met tien torens en twee poorten. Het Maastrichtse castellum diende voornamelijk om de oude Romeinse brug over de Maas te beschermen, een functie die het waarschijnlijk nog tot de Karolingische tijd behield. Wellicht werd het bij de plundering door de Vikingen in 881 verwoest, hoewel er geen brandsporen zijn aangetroffen. In de 9e of 10e eeuw werd het in elk geval tot op de fundamenten afgebroken.
De laatste jaren is de visie op de vroegmiddeleeuwse ontwikkeling van Maastricht sterk veranderd. Gingen historici als Piet Leupen en Titus Panhuysen tot voor kort ervan uit dat het castellum een hoofdrol bleef spelen in de stadsontwikkeling, tegenwoordig neigt men ernaar een grotere rol toe te kennen aan een versterkt Sint-Servaascomplex. Daarnaast zou het op de rechter Maasoever gelegen Wyck (vicus) de handelsnederzetting van Karolingisch Maastricht zijn geweest. Het in het Verdrag van Meerssen (870) genoemde districtus Trectis zou betrekking kunnen hebben op Wyck.
De Leidse mediëvist Frans Theuws vermoedt dat de ronde uitstulping in de eerste middeleeuwse stadsmuur de plaats aangeeft van een 8e- of 9e-eeuwse ringwalburg om de Sint-Servaasabdij, de Karolingische versterking. De aanwezigheid van een koninklijke palts in het versterkte gebied zou die theorie ondersteunen. In 1825 werden aan de oostkant van het Vrijthof zware fundamenten en restanten van een met palen beschoeide gracht gevonden, toen daar het Sint-Servaasgasthuis werd gesloopt. Verder bestaan er geen tastbare bewijzen van de vermeende Karolingische versterking.

## Maastricht in de Ottoonse tijd

### Het Sint-Servaasstift en de Ottonen

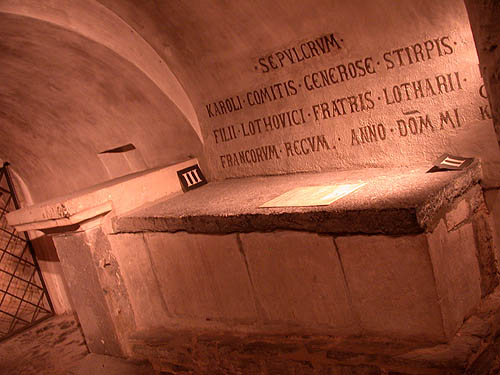
Graf van Karel van Neder-Lotharingen († 992) in de Sint-Servaascrypte

De Ottoonse tijd is de periode waarin het Huis der Liudolfingen aan de macht was in Oost-Francië, vanaf 919 aangeduid als het Duitse rijk. In deze periode maakten zowel de Duitse koningen als de bisschoppen van Trier en de hertogen van Lotharingen aanspraak op het bezit van de Sint-Servaasabdij. Al in de 9e eeuw was deze abdij omgevormd tot een kapittel (of stift) met seculiere kanunniken, hoewel nog tot ver in de 10e eeuw gesproken werd van abbatiam sancti Seruatii. Hoewel koning Arnulf van Karinthië de abdij in 889 aan het bisschoppelijk stift van Trier had geschonken, bleek deze aan het eind van de eeuw in het bezit te zijn van het Huis der Reiniers, een machtig adellijk geslacht uit Lotharingen. Reinier I van Henegouwen, later markgraaf van Neder-Lotharingen, eigende zich de Servaasabdij omstreeks 895 toe (als zogenaamd 'lekenabt'). Na de dood van Reinier's zoon, Giselbert van Lotharingen, wist koning Otto I het stift in 939 weer naar zich toe te trekken, om het in 945 opnieuw aan Trier te schenken. In 966 zou Otto I de abdij weer hebben teruggenomen om deze vervolgens met Trier te ruilen tegen het Sint-Irminaklooster (in Oeren bij Trier). Deze ruil werd door Otto's kleinzoon Otto III in 993 als rechtsongeldig verklaard. Aan het begin van de 11e eeuw bleek het Sint-Servaasstift stevig in handen van de Ottonen, wellicht geholpen door een gefalsificeerde oorkonde van Otto I.
Een belangrijke rol in het aanhalen van de band tussen de Ottonen en het Sint-Servaasstift speelde Gerberga van Saksen. Zij was een dochter van Hendrik de Vogelaar, de grondlegger van de Ottoonse dynastie, en een zuster van Otto I. Gerberga was eerst gehuwd met Giselbert van Lotharingen en daarna met Lodewijk IV van Frankrijk. Zowel haar eerste man als haar jongste zoon, Karel van Neder-Lotharingen, waren hertogen van Lotharingen en beschouwden Maastricht als hun hoofdstad (volgens de 11e-eeuwse hagiograaf Jocundus). Karel van Neder-Lotharingen ligt in de crypte van de Sint-Servaaskerk begraven, vlak bij het graf van de heilige. Ook zijn oudste zoon Otto II van Neder-Lotharingen zou hier begraven zijn, maar dit laatste is waarschijnlijk een 19e-eeuws verzinsel. Kort voor haar dood schonk Gerberga haar bezittingen in het vlak bij Maastricht gelegen Meerssen (de latere proosdij van Meerssen) aan de abdij van Saint-Remi in Reims. Koningin Gerberga speelde wellicht een rol in de verspreiding van de Sint-Servaascultus in Saksen, onder andere door het overbrengen van relikwieën naar Quedlinburg. Jocundus schilderde haar minder positief af; zo zou Gerberga een kostbare stof uit de kerkschat van de Sint-Servaaskerk genomen hebben, waaruit ze een kleed liet maken dat ze vervolgens op het feest van Sint-Servaas in de kerk droeg.
De sterke band tussen het Sint-Servaaskapittel en de Duitse keizers bleef twee eeuwen lang bestaan. In de 11e eeuw bouwden de proosten Geldulfus en Humbertus een nieuwe kerk, die in alles het aanzien van een keizerdom had. Bij de investituurstrijd tussen paus en keizer koos het kapittel onverbloemd de zijde van de keizer, zoals ook blijkt uit de geschriften van Jocundus. In de 12e eeuw waren de proosten van Sint-Servaas tevens kanseliers van het Heilige Roomse Rijk.

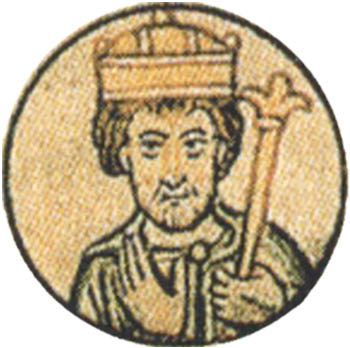
Keizer Otto I (912-973)
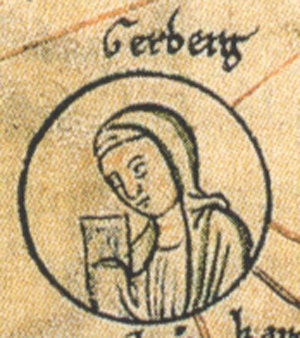
Gerberga van Saksen (ca. 913-969)
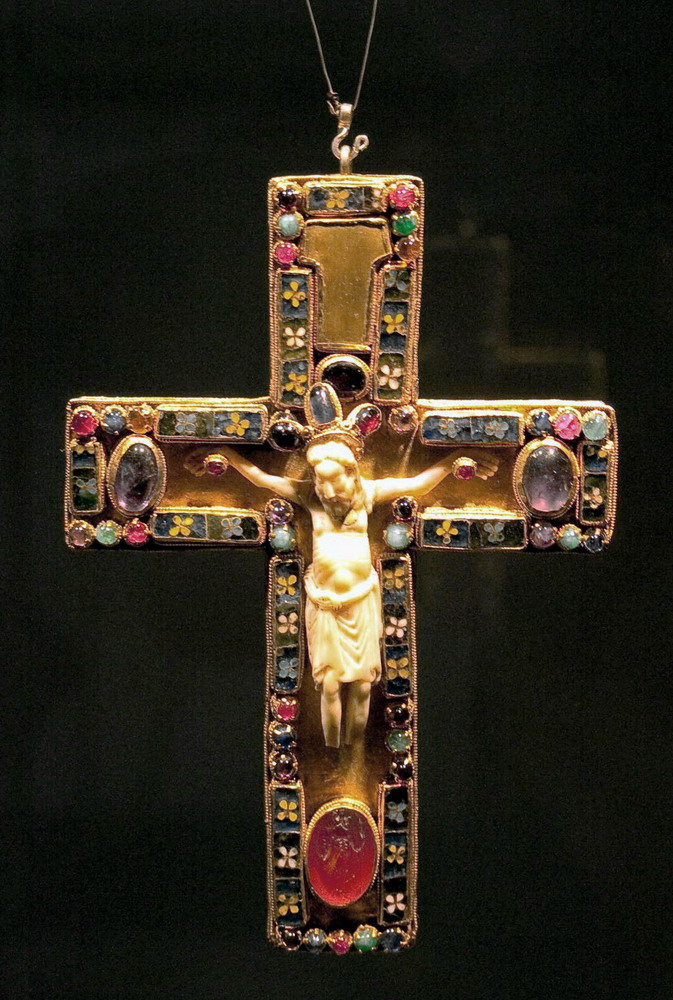
Borstkruis van Sint-Servaas (Trier, 11e eeuw)
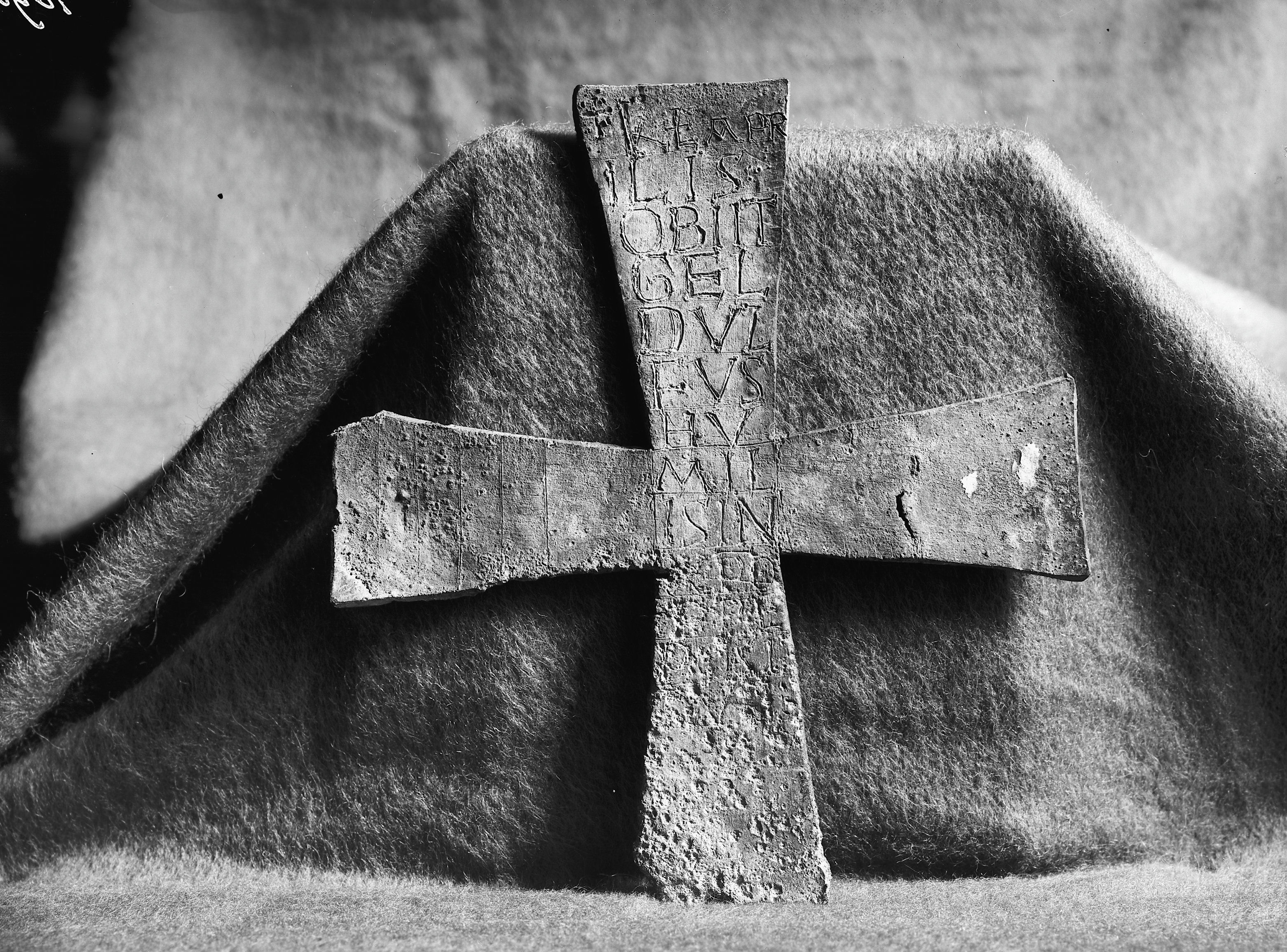
Grafkruis proost Geldulfus (ca. 1050)

### Koninklijke en hertogelijke paltsen

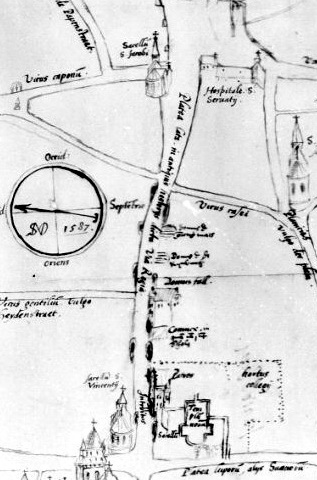
Platea Lata of Via Regia, ofwel Bredestraat

Behalve het Sint-Servaasstift bestonden er in het 11e-eeuwse Maastricht twee andere machtscentra: een koninklijk en een hertogelijk centrum. Over het bestaan en de locatie van een koninklijke palts kan slechts gespeculeerd worden. Volgens sommige auteurs lag deze aan de zuidzijde van het Vrijthof, op de plek van het Sint-Servaasgasthuis (zie hierboven), of op de plek van de Sint-Janskerk, tegenover het Bergportaal van de Sint-Servaasbasiliek, het 'koningsportaal'. Nog in de 16e eeuw herinnerde men zich de oude naam van de verbindingsweg tussen het Vrijthof en de nog in gebruik zijnde Romeinse brug als Via Regia (koninklijke weg).  Op zijn geschetste plattegrond van de binnenstad maakte Simon de Bellomonte een aantekening dat de Bredestraat (Platea Lata) in vroeger tijden bekendstond als Via Regia. De Maastrichtse humanist Matthaeus Herbenus vermeldde rond 1520 het bestaan van een Porta Regia, maar kon niet precies zeggen waar deze gelegen had. Het lijkt logisch deze te zoeken aan het einde van de Via Regia bij de Maas, waar voorheen de oostelijke poort van het castellum de toegang tot de brug bewaakte (tegenover de huidige Eksterstraat).

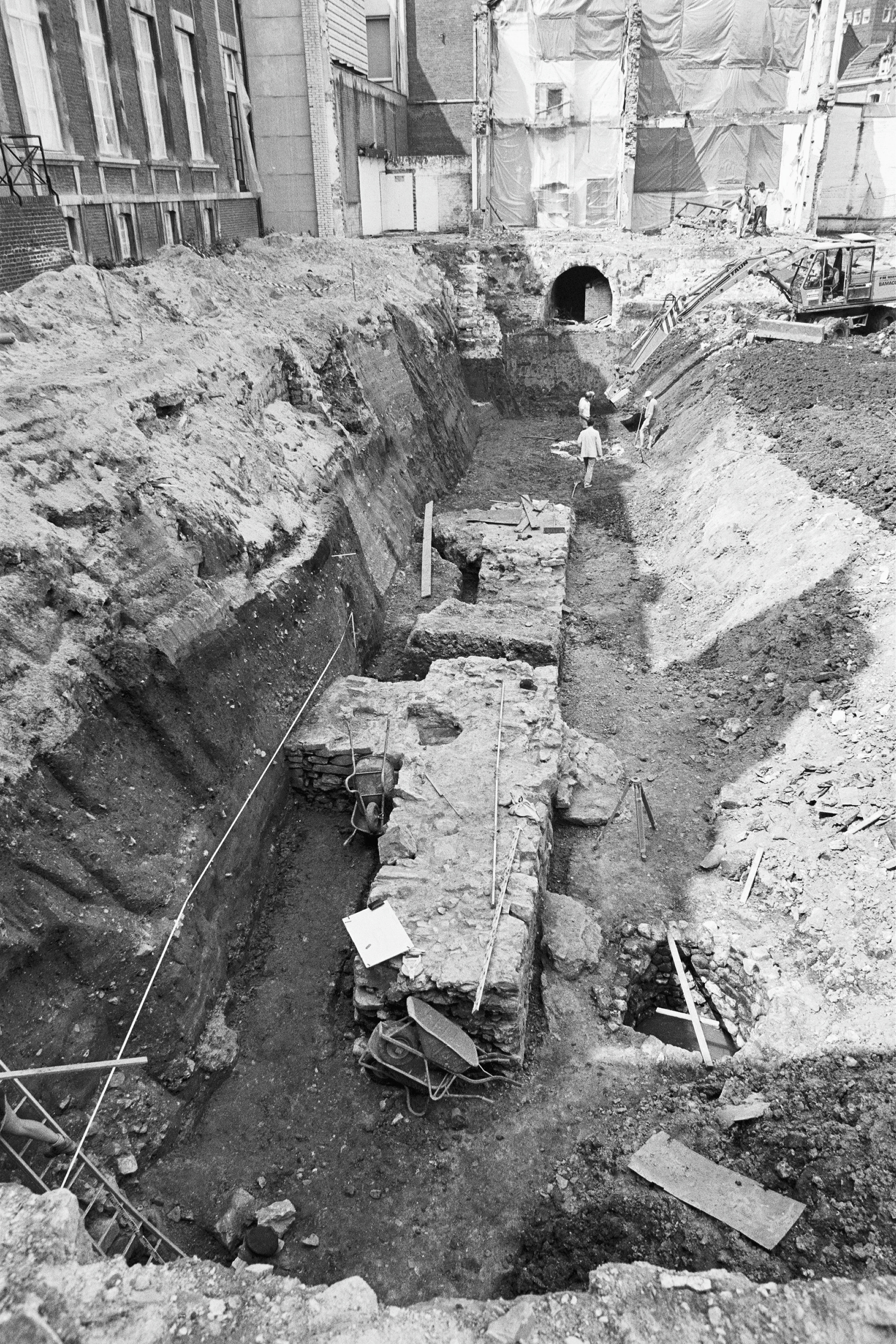
Opgraving Theater aan het Vrijthof, 1988

Het is niet duidelijk of er in de tijd van Giselbert een koninklijke palts in Maastricht aanwezig was, hoewel Jocundus dit stellig beweert en keizer Frederik I Barbarossa nog in een oorkonde van 1154 spreekt van een palatium nostrum Traiecti. In elk geval was er een centrale hof van een koninklijke fiscus (grondbezit) gevestigd, wellicht een restant van een koninklijk domein. Dit domein zou tot aan het einde van het ancien régime blijven voortbestaan als de graafschap van de Vroenhof, hoewel het na 1202 niet langer koninklijk bezit was. Het centrum van de Vroenhof, de zogenaamde Hof van Lenculen, lag in de 12e eeuw net buiten de Lenculenpoort.
Naast dit koninklijk machtscentrum bestond een hertogelijke domein, dat waarschijnlijk vanouds de Maastrichtse machtsbasis vormde van de leidende adellijke families in de Maasgouw. Dit centrum bevond zich wellicht aan de noordzijde van het Vrijthof. Delen van de hertogelijke palts zijn waarschijnlijk opgegraven achter het Generaalshuis aan de noordzijde van het Vrijthof, toen daar in 1988 het Theater aan het Vrijthof gebouwd werd. Mogelijk ging de palts later over op de Duitse koningen (Barbarossa's palatium) of de Brabantse hertogen, de erfopvolgers van de Reiniers. In de middeleeuwen was de Brabantse munt aan de noordwestzijde van het Vrijthof gevestigd. Ervoor stond de Brabantse galg, het symbool van de Brabantse rechtspraak in het tweeherige Maastricht. Een andere mogelijkheid is dat de hertogelijke palts de kern vormde waaruit later de heerlijkheid Tweebergen ontstond. Dit relatief kleine gebied bevond zich deels binnen, deels buiten de stadsmuren van Maastricht. Het behoorde tot de zogenaamde elf banken van Sint-Servaas en was vanaf 1232 eigendom van de proosdij van Sint-Servaas.

## Locatie Ottoonse muur

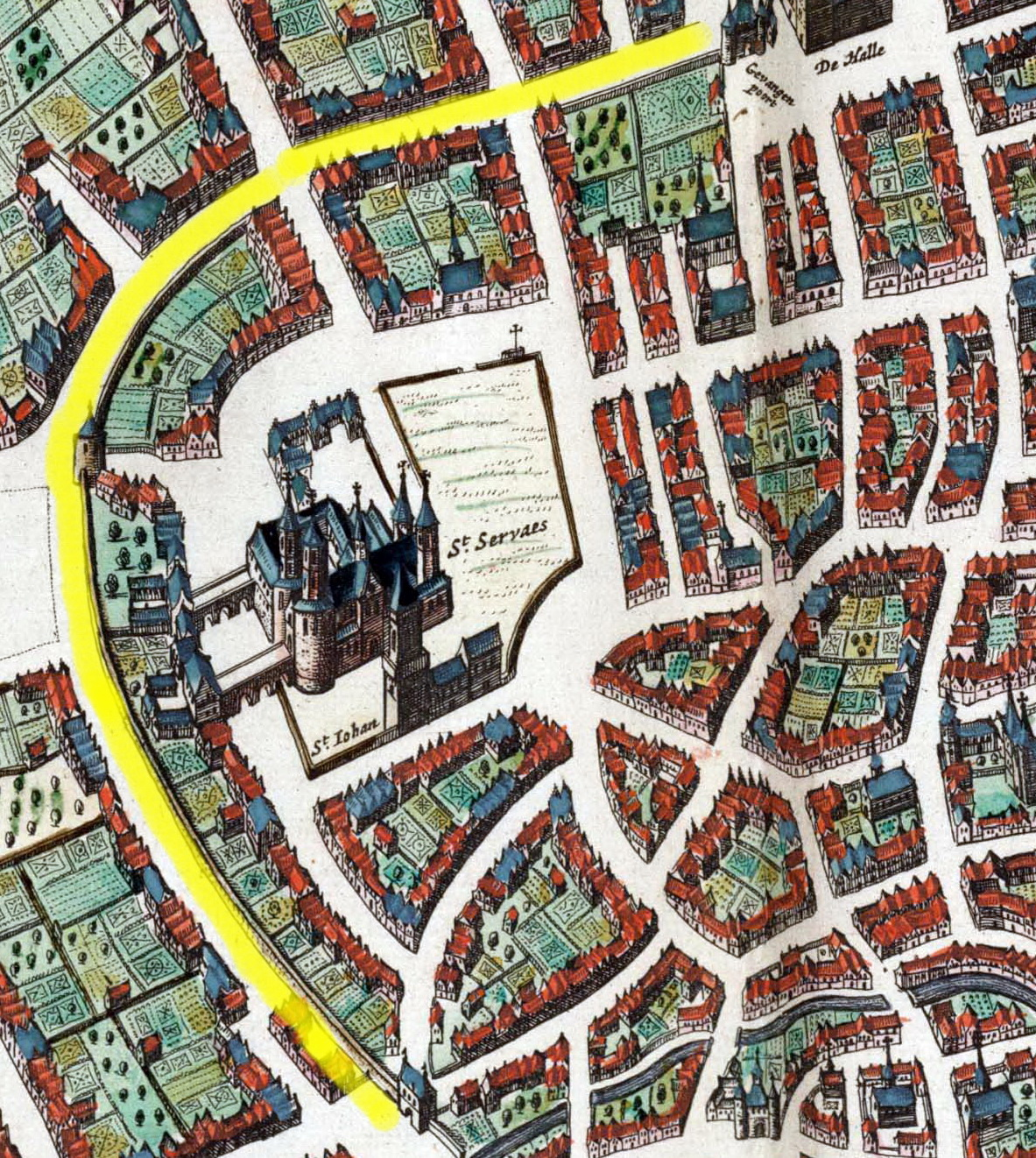
Detail kaart Atlas van Loon (1652) met gebogen verloop eerste stadsmuur, wellicht ook van de Ottoonse muur

Volgens Jocundus, de niet altijd even betrouwbare 11e-eeuwse schrijver van de Actus Sancti Servatii (handelingen van Sint-Servaas), bouwde hertog Giselbert II een nieuwe muur (novum murum) om het monasterium en het imperatoris palatium (keizerlijke palts). Giselbert was van 929 tot 938 hertog van Lotharingen, dus de bouw van de muur zou omstreeks 930 hebben kunnen plaatsvinden. Volgens Jocundus was Maastricht in die tijd de hoofdstad van Lotharingen, een mededeling die een eeuw later door Hendrik van Veldeke zou worden overgenomen in zijn Leven van Sint-Servaas. Indien Giselbert inderdaad Maastricht als zijn hoofdstad beschouwde, is het niet onaannemelijk dat hij de stad probeerde te beschermen tegen vijandelijke aanvallen. Het is mogelijk dat de bouw van de nieuwe muur in werkelijkheid het herstel of de uitbreiding was van de bestaande Karolingische versterking, die wellicht in 881 was verwoest door de Vikingen.
Jocundus geeft geen aanwijzingen over het verloop van de nieuwe muur, alleen dat deze het klooster en de keizerlijke palts omsloten. Het lijkt logisch dat de muur in elk geval het in die tijd belangrijke Sint-Servaascomplex, waarvan Giselbert lekenabt of voogd was, zou beschermen. Aangenomen mag worden dat de muur die Giselbert bouwde niet alleen een eventueel aanwezige koningspalts omsloot, maar ook zijn eigen, hertogelijke palts. Volgens de historicus en rijksarchivaris Herman Hardenberg zou de vroegmiddeleeuwse muur slechts het grondgebied van de latere immuniteit van de Sint-Servaaskerk omsluiten. Dat zou betekenen dat de noordzijde van het Vrijthof, met de hertogelijke palts, buiten het ommuurde gebied bleef.
Volgens Frans Theuws was het ommuurde gebied groter. Hij ziet in het stratenpatroon van Maastricht en de eerder genoemde uitstulping in de eerste middeleeuwse stadsmuur mogelijke aanwijzingen voor het verloop van de Ottoonse muur. Van de muur is echter nog niets teruggevonden. De middeleeuwse benaming Boichgraeve of Borchgraeve voor de (droge) gracht langs de muur aan de oostzijde van het Sint-Servaascomplex zou kunnen verwijzen naar deze oudere vestingmuur.
In 1980 vond op een terrein aan het Sint Servaasklooster, na de sloop van de Carolusscholen van de Zusters Onder de Bogen, een archeologische opgraving plaats door het nieuwgevormde Gemeentelijk Oudheidkundig Bodemonderzoek Maastricht (GOBM) onder leiding van stadsarcheoloog Titus Panhuysen. Naast diverse laat-Romeinse en Merovingische graven met grafgiften uit de 4e-7e eeuw en muurresten van de 12e-eeuwse Proosdij van Sint-Servaas, troffen de archeologen een zware dubbele muur uit de 9e-11e eeuw aan, mogelijk de Ottoonse muur van Giselbert II. In 1981 deed de gemeentelijke archeologische dienst opnieuw onderzoek op het terrein van de Zusters Onder de Bogen, nu aan de veldzijde van de 13e-eeuwse stadsmuur. Hoewel verschillende fasen van aanleg konden worden onderscheiden, was het niet mogelijk de aarden wal, die aan de bouw van de stadsmuur van 1229 voorafging, te dateren.